# 이병령
이병령(李炳昤, 1947년 1월 9일 ~ )은 대한민국의 공학자 출신 정치인이다. 제7·8대 유성구청장을 역임했다.

## 학력
- 1958.03 ~ 1962.02 신풍국민학교 졸업
- 1962.03 ~ 1965.02 유구중학교 졸업
- 1965.03 ~ 1968.02 서울고등학교 졸업
- 1968.03 ~ 1975.02 서울대학교 공과대학 기계공학과 졸업
- 테네시 주립 대학교 졸업
- 1985.03 ~ 1990.02 KAIST 대학원 원자력공학 석사 졸업

## 경력
- 월남참전 육군 병장 만기 제대
- 삼선중학교 교사
- 엔지니어링회사 설계과장
- 한국원자력연구원 한국형 경수로 개발책임자
- 한국원자력연구원 대북한 원전지원팀 팀장
- 한국원자력연구원 원전사업본부 본부장
- 국회 과학기술 연구회 특별회원
- 경실련 중앙위원
- 환경분과 위원장
- 한국기계학회 회원
- 원자력학회 회원
- 민주당 과학기술위원회 위원장
- 2000.06 ~ 2003.12 제7·8대 대전광역시 유성구 구청장
- 열린우리당 과학기술위원회 부위원장
- 열린우리당 인권위 공권력소위 위원장
- 열린우리당 행정도시추진 당의장 특보
- 노무현 대통령 국가균형발전위원회 자문위원
- 통일경제연구협회 회원
- 뉴엔파우어 대표

## 역대 선거 결과
|  | 26.50% |

|  | 39.38% |

|  | 54.83% |

|  | 30.67% |

|  | 35.75% |

|  | 16.70% |

| 전임 송석찬 (권한대행)김상원 | 제7·8대 대전광역시 유성구청장 2000년 6월 9일 ~ 2003년 12월 17일 | 후임 (권한대행)김상원 (재보궐)진동규 |